# Творча еволюція
Тво́рча еволю́ція (фр. L'Évolution créatrice) — книга французького філософа Анрі Бергсона, опублікована в 1907 році.

## Зміст
У творі запропонована критика дарвінівського підходу природного добору щодо концепції еволюції людини, де напроти висувається ортогенезька концепція з новими аргументами. Головними тезами було те, що еволюція, як стверджується, рухома «життєвими пориваннями», що можна сприймати як органічно-творчий імпульс людства. Твір мав великий успіх у 1-й половинні XX сторіччя.
Водночас у книзі розвивається концепція часу (запропонована в більш ранніх роботах Бергсона), яка вплинула на письменників і мислителів-модерністів, як-от Марсель Пруст і Томас Манн. Наприклад, термін Бергсона «тривалість» відноситься до більш індивідуального, суб'єктивного переживання часу, на відміну від математичного, що об'єктивно вимірюється «часу годин». У книзі «Творча еволюція» Бергсон припускає, що переживання часу як «тривалості» може бути найкраще зрозуміле через інтуїцію.

### Фіналізм і механізм
Бергсон дискутує з фіналістськими та механістичними поясненнями еволюції, які відповідно обстоював традиційною метафізикою (успадкованою від Лейбніца, а до нього — від Аристотеля, з наголосом на кінцевих причинах, або цілях) та сучасною наукою (успадкованою від Декарта, з наголосом на «дієвих причинах», науковій «причинності»).
Бергсон показує, що ці два погляди, які часто протиставляються, насправді означають одне і те ж у трактуванні еволюції. Вони полягають у припущенні, що все дано з самого початку, заздалегідь: або в меті, яку природа, як ми собі уявляємо, переслідувала з самого початку, «в дусі», або в наборі початкових або наявних матеріальних параметрів — з яких можна було б точно вивести те, що ще не відбулося.

### Життєвий порив
Двом попереднім позиціям Бергсон протиставляє власну концепцію «élan vital»: не існує «вже запланованого» плану — ні ефективно запланованого, як у випадку фіналізму, ні просто передбачуваного, як у випадку механіцизму. Ідея полягає в тому, що еволюція є непередбачуваною, що «світ вирушає в пригоду», що він «постійно вигадує себе», причому шлях, який він простежує за собою, так чи інакше передує подорожі.

## Видання

### Українською
- Анрі Бергсон: Творча еволюція. Переклад з французької Романа Осадчука. — Київ: Видавництво Жупанського, 2010 (серія: Лауреати Нобелівської премії з літератури)[1].

### Англійською
- Henri Bergson. Creative evolution. — New York: Holt, 1911. — 436 p.